# Austrolebias cyaneus
Austrolebias cyaneus är en fiskart som först beskrevs av Amato, 1987.  Austrolebias cyaneus ingår i släktet Austrolebias och familjen Rivulidae. Inga underarter finns listade.